# The American Home (журнал)
The American Home (рус. «Американский дом») — американский журнал, издававшийся с 1928 по 1977 год. Специализировался на бытовой архитектуре, домоустройстве, дизайне интерьера, ландшафтном дизайне.

## История
The American Home изначально создавался как возрождение журнала Garden & Home Builder. Он был опубликован американским издателем Нельсоном Даблдеем и его компанией Doubleday, Doran & Company. Первые четыре года своего существования журнал терпел колоссальные убытки, а в 1935 году был продан American Home Publishing Company. В 1958 году журнал вновь был продан уже Curtis Publishing Company. После этого целевой аудиторией журнала стал средний класс.
В 1953 году общий тираж The American Home превысил 3 миллиона экземпляров, в 1962 достиг пикового значения в 3,7 миллионов.  В рамках своего желания отказаться от массовых изданий Curtis Publishing Company продала журнал в 1968 году компании Downe Communications. Джон Мак Картер приобрел его в 1973 году, а в конце 1975 года он был продан компании Charter Company.
В 1975 году президент и председатель Charter Company Рэймонд Мейсон назначил Леду Сэнфорд президентом, издателем и главным редактором с правом изменить позиционирование журнала и сократить убытки за счет привлечения новой читательской аудитории. Сэнфорд была первой женщиной-издателем национального американского журнала. Ее целью было сохранить тираж в 2,5 миллиона экземпляров. Она сказала, что хочет, чтобы журнал «умно обращался к женщине с высшим образованием», рассказывая целевому читателю, как «управлять своим домом с талантом, красотой и шиком». Издание продемонстрировало небольшой рост, но недостаточный, чтобы спасти то, что New York Times позже назвал «постоянным атрибутом американской издательской сцены».